# Dymphna Gezelle
Dymphna Gezelle (Brugge, 11 augustus 1873 – Leuven, 15 januari 1937), kloosternaam Wilfine, was een Belgische missiezuster in Brits-Indië en verpleegster bij de Zusters van Liefde. Ze was een nicht van Guido Gezelle.

## Biografie
Dymphna Gezelle was de dochter van Romaan (Romain Gislijn) Gezelle en Philomena De Smet. Ze had nog twee zussen, één ouder en één jonger, en drie broers.
Op 23-jarige leeftijd trad ze in bij de Zusters van Liefde in Gent, waar ze op 14 december 1897 haar geloften aflegde als zuster Wilfine. Een maand later ging ze in Brits-Indië als missiezuster werken. Eerst in Lahore (als tweede groep van vier zusters die hier aankwam), en later in het Sint-Vincentiusklooster te Khushpur waar ze tien jaar werkte als overste. 
In 1912 kwam zuster Wilfine terug naar België, eerst naar Melle en Brugge en in 1914 ging ze naar het klooster met psychiatrisch ziekenhuis van de Zusters van Liefde te Sint-Truiden. Ze nam de zorg op van de "zinnelozen".
Ze stierf aan de gevolgen van kanker op 15 januari 1937 te Leuven, op 63-jarige leeftijd.

## Zusters van Liefde
Als missiezuster werkte zuster Wilfine in Lahore tussen december 1901 en mei 1902 als assistente voor Dr. Bielby in het dispensarium, waar ze op zes maanden tijd 108 kinderen doopten.

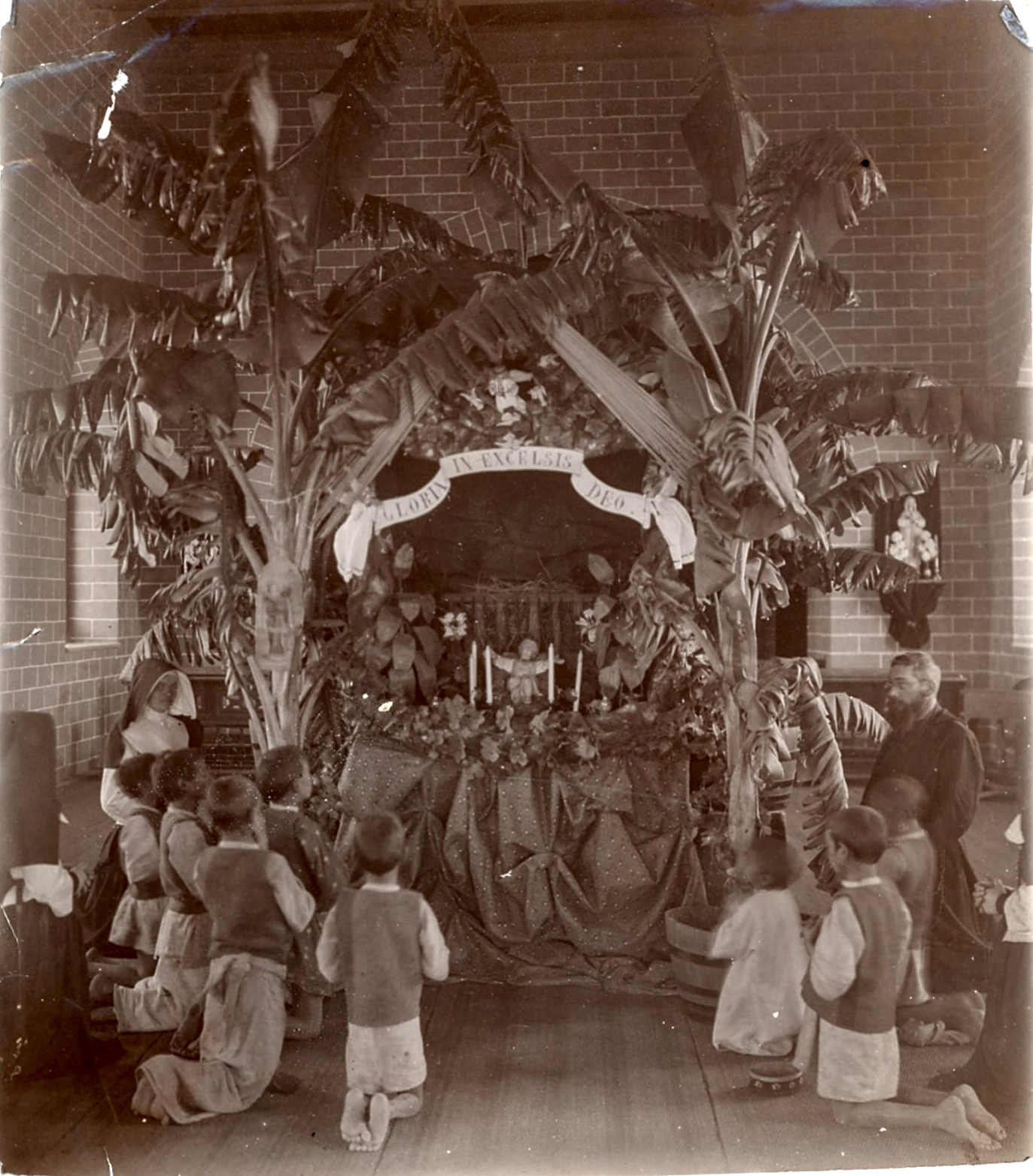
Zuster Wilfine (Dymphna Gezelle) in Kushpur

In Kushpur was zuster Wilfine een van de vier pioniers (samen met zusters Narcisse, Achaire en Vivienne) die op 28 december 1902 als eerste aankwamen en een dorpsschool en dispensarium oprichtten. Kusphur was gesticht als kolonie in 1900 door Pater Felix in een woestijnachtig gebied tussen Lahore en Multan. Er werd een klooster gebouwd en een school voor meisjes en jonge getrouwde vrouwen. De zusters gaven onder meer lessen in kantklossen.

Haar achterneef Stijn Streuvels geeft in zijn biografie aan dat zuster Wilfine niet meer kon aarden bij haar terugkeer in België.
“[...] onwennig aan de enge regel der kloosterorde, opgesloten achter de muren, na van de vrijheid genoten te hebben in een paradijsachtige natuur in Indië […]”. 
Het leven van de zusters was strikt ingedeeld en ze moesten voldoen aan strenge regels. Hun dag startte al om 4 uur 's morgens met uren van gebed en een sober ontbijt. Daarna gingen ze aan het werk tot 18.30 uur, enkel onderbroken door gebed, een middagmaal en een korte pauze van 30 minuten. Om 20 uur gingen de zusters slapen.
Zelf stuurde zuster Wilfine vanuit Lahore een brief aan haar oom Guido Gezelle, toen ze daar bijna twee jaar gestationeerd was. In het Engels schreef ze uitgebreid over de problemen waarmee de bevolking te maken kreeg. Zo sprak ze over de grote armoede die heerste in Brits-Indië, mede veroorzaakt door de grote droogte en bijhorende hongersnood. Ook beschreef ze de rituelen van de lokale bevolking bij begrafenissen en het grote verdriet van moeders bij de dood van hun kind. Verhalen over de noden van de lokale bevolking werden vaak in brieven aan familie en vrienden opgenomen om zo het missieleven te promoten bij het thuisfront.